# Gyrinocheilus aymonieri
Gyrinocheilus aymonieri is een vis uit de vissenfamilie der algeneters
(Gyrinocheilidae) uit Zuidoost-Azië.

## Kenmerken
Deze slanke vissen hebben een bruingroene rugzijde en een zilverkleurige buik. De rugvin bevat 9 vertakte vinstralen. Ze hebben 36 tot 40 schubben op de zijlijn. Ze worden tussen de 15 en 25 cm lang en leven makkelijk 10 jaar.

## Leefwijze
Deze vis is een algeneter, die in staat is om zich aan rotsen en planten vast te zuigen. Zo kan hij voorkomen dat hij wordt meegesleurd in de kolkende watermassa.

## Verspreiding en leefgebied
Deze soort komt voor in Zuidoost-Azië, met name in Thailand op steenachtige bodems van stromende wateren.

## Kweek
G. aymonieri lijkt sterk op andere vissoorten die gangbaar zijn in de handel in aquariumvissen zoals Crossocheilus oblongus, Epalzeorhynchos kalopterus en Garra cambodgiensis. Deze vissen heten ook vaak algeneters en hebben verschillende namen zoals Siamese algeneter of Chinese algeneter, hoewel niet altijd even duidelijk is welke soort precies bedoeld wordt. Deze soort is geen gemakkelijke soort om mee te kweken, hoewel regelmatig houders van dichtbegroeide aquaria melden dat ze vislarven en juvenielen van deze soort aantreffen.